# Trotteria karnerensis
Trotteria karnerensis är en tvåvingeart som beskrevs av Ephraim Porter Felt 1908. Trotteria karnerensis ingår i släktet Trotteria och familjen gallmyggor.
Artens utbredningsområde är New York. Inga underarter finns listade i Catalogue of Life.